# Карстове плато Донгван

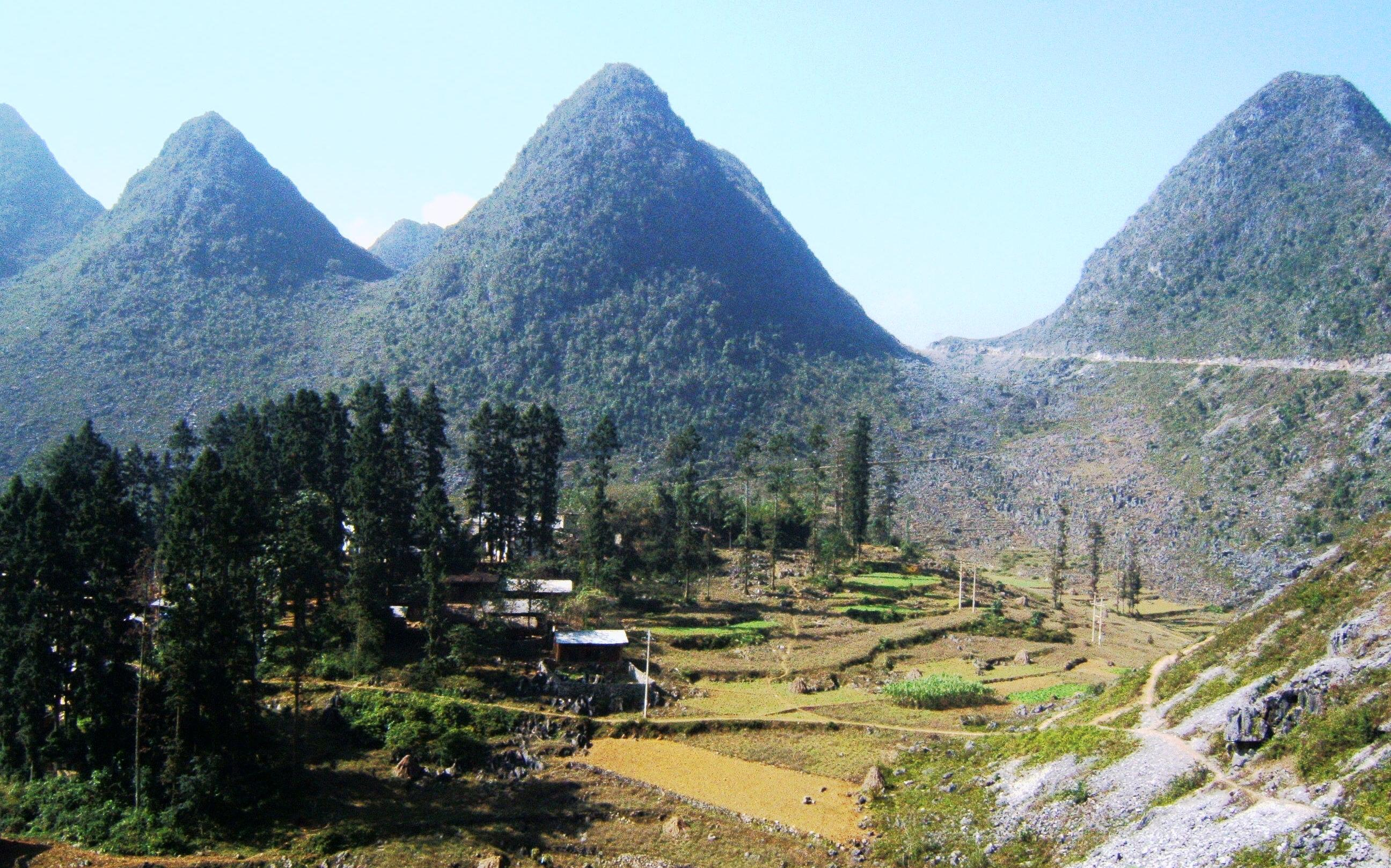
Палац короля Хмонгів на Черепашому пагорбі в комуні Шафін, провінція Хазянг, В'єтнам.

Карстове плато Донгван (в'єт. Cao nguyên đá Đồng Văn) — геопарк на півночі В’єтнаму. На півночі він межує з Китаєм. Він є членом ЮНЕСКО Глобальної мережі геопарків і Мережі геопарків Азіатсько-Тихоокеанського регіону, офіційно з 3 жовтня 2010 року.

## Природа

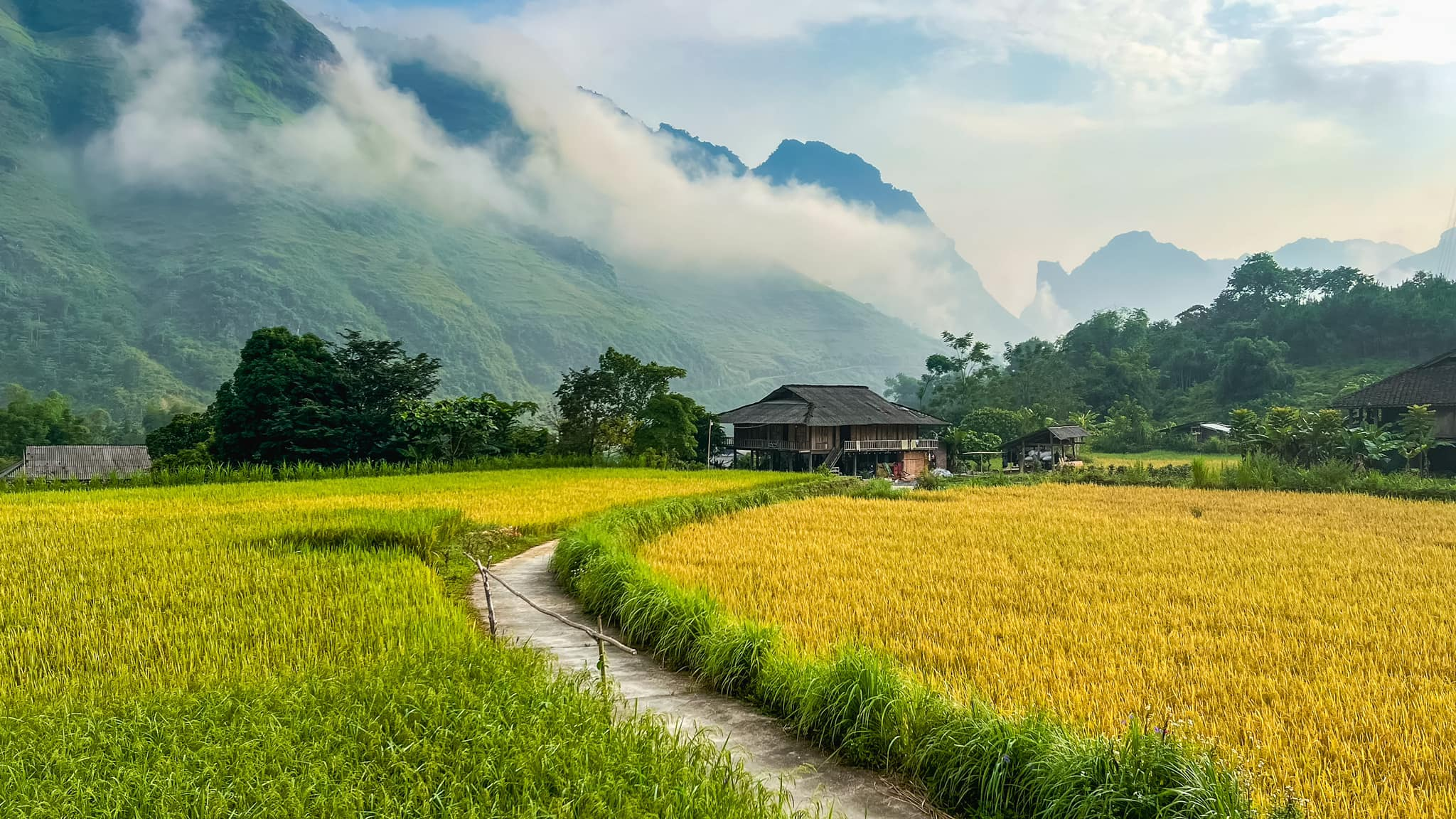
Село Зузя

Плато Донгван розташоване у найпівнічнішій провінції В’єтнаму Хазянг. Воно займає більшу частину території чотирьох повітів (в'єт. huyện) провінції: Меовак, Донгван, Єнмінь і Куанба. Площа геопарку становить 2356,8 км2. Середня висота в геопарку становить від 1400 до 1600 метрів над рівнем моря.
Близько 80% площі геопарку вкрито вапняками. Тут багато високих гір, найвища з них М'єувак (Mieu Vac) (1971 м), а також багато глибоких каньйонів, найглибший — Туcан (Tu Sản) (близько 800 м).
Клімат геопарку змінюється залежно від висоти над рівнем моря, але більша частина території парку має помірний клімат з двома сезонами: сезон дощів і сухий сезон. Середньорічна температура становить від 24 до 28°C, але взимку вона може опускатися до 5°C.

## Геологія

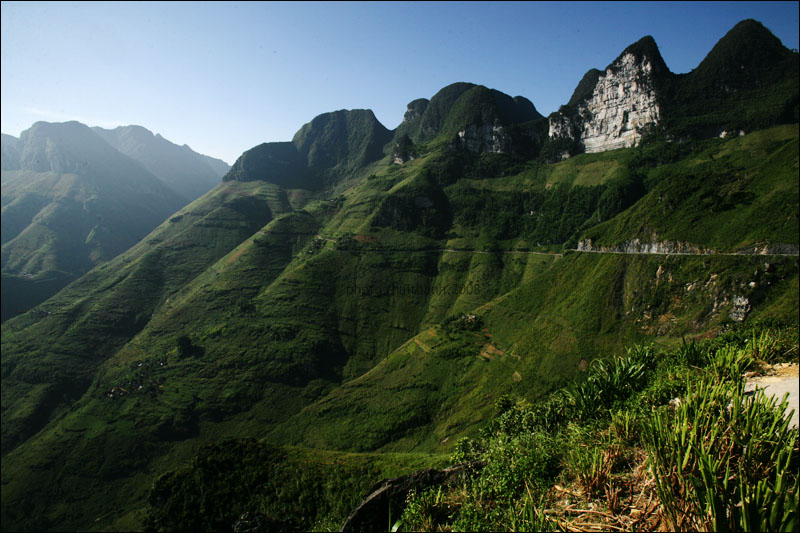
Перевал Мапіленг

Геопарк розташований на східних відрогах Гімалаїв.
Геоспадщина датується Кембрієм (приблизно 550 мільйонів років тому) до сучасності в сім різних етапів і включає палеобіологію, стратиграфію, геоморфологію, тектоніку, карст, печери та також важливі розломи. Геологія в цьому геопарку відображає важливі події в історії Землі, як-от дві часові межі масового вимирання: Девонське (360 мільйонів років тому) та  Пермсько-тріасове (250 млн років тому). Сюди входять 3 групи осадових, магматичних і метаморфічних порід, а також стратиграфічні, літостратиграфічні та біостратиграфічні особливості. Його палеонтологічне різноманіття демонструє 19 груп цінних стародавніх організмів, таких як стародавні риби, стародавня флора, брахіоподи (eurispirifer tonkinesis), двостулкові молюски, трилобіти, форамініфери, корали, конодонти, морські лілії та скам'янілих молюсків.
Геопарк має дві природні заповідники, багаті на види фауни та флори, такі як хвойні, ведмідь гімалайський, суматранський козоріг (самотній гірський козел) та багато видів птахів. Крім того, незвичайний та загадковий рінопітек Тонкіна є одним із 25 найбільш зникаючих видів приматів у світі. Він зустрічається лише в провінції Хазянг і вважався вимерлим до його повторного відкриття на початку 1990-х років.
Найстарішу скам’янілість, знайдену в парку, було знайдено на піку Люнгку, її вік датований 540 мільйонами років.

## Мешканці
17 груп етнічних меншин живуть у геопарку, наприклад Хмонги, Яо, Латі , Пупео, Лоло, Тай і Нунги. Вони мають велику, різноманітну та цінну культурну спадщину.

## Основні видовищні місця
- Перевал Мапіленг (повіт Меовак)

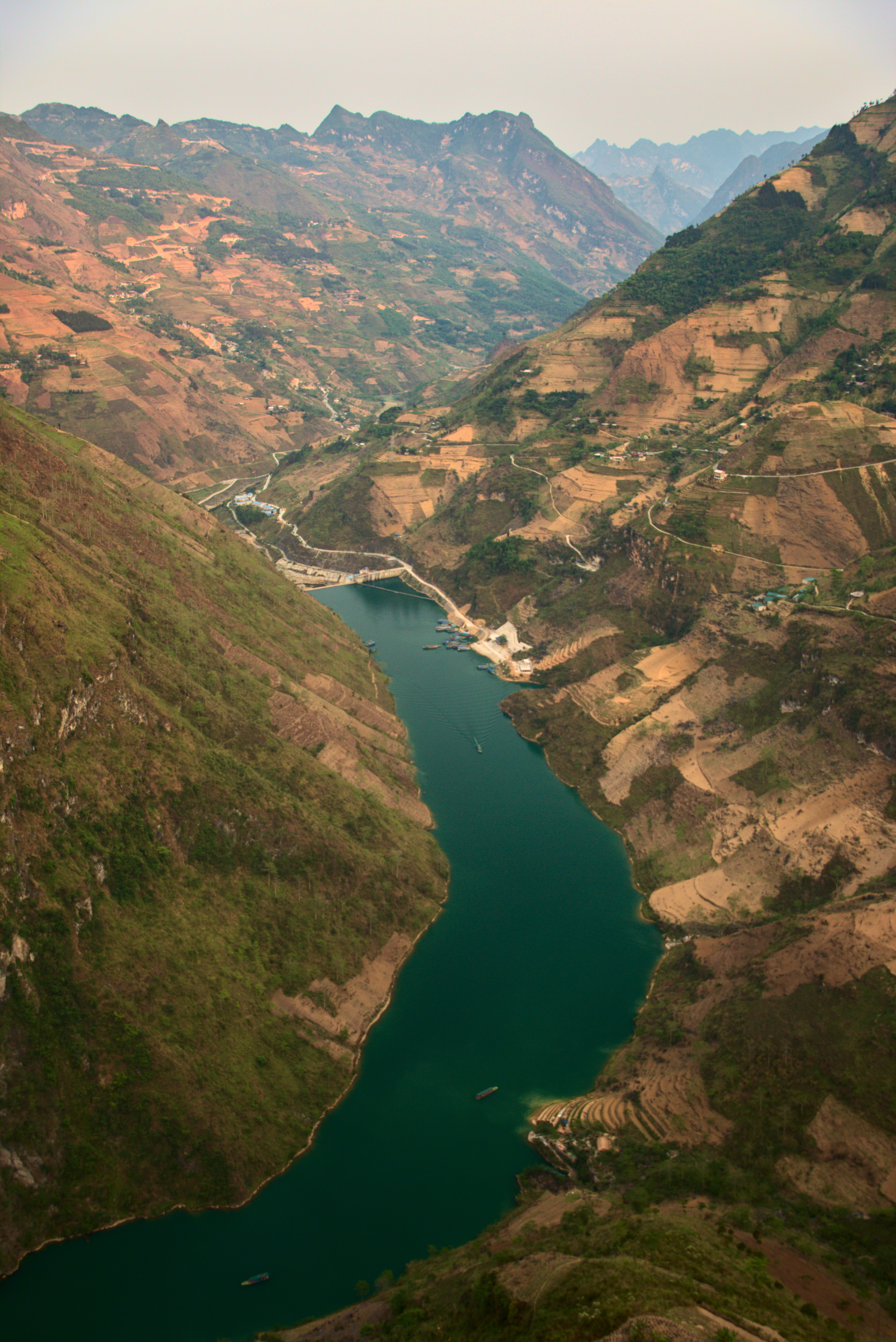
Каньйон Тусан, найглибший у В’єтнамі.

- Каньйон Тусан (повіт Меовак), найглибший каньйон у В’єтнамі. Його глибина сягає 800 м, довжина 1,7 км і скелі з нахилом від 70° до 90°.
- Вершина Люнгку (повіт Донгван)
- Гори Перси Феї (повіт Куанба)

## Зовнішні посилання
Вікісховище має мультимедійні дані за темою: Карстове плато Донгван